# Giorgi Gwelesiani
Giorgi Gwelesiani, gruz. გიორგი გველესიანი (ur. 5 maja 1991 w Tbilisi, Gruzja) – gruziński piłkarz, grający na pozycji obrońcy.

## Kariera piłkarska

### Kariera klubowa
Wychowanek klubu Dinamo Tbilisi, w barwach którego rozpoczął w 2010 karierę piłkarską. W sezonie 2012/13 występował również w drugiej drużynie Dynama. 18 lipca 2016 jako wolny agent podpisał kontrakt z ukraińskim klubem Wołyń Łuck. Jednak z powodu zakazu na rejestrację nowych piłkarzy był zmuszony opuścić ukraiński klub. Na początku 2017 znów został piłkarzem Dinama Tbilisi. W lipcu 2017 zasilił skład Zob Ahan Isfahan.

### Kariera reprezentacyjna
Występował w juniorskiej reprezentacji Gruzji.

## Sukcesy i odznaczenia

### Sukcesy piłkarskie
Dinamo Tbilisi
- mistrz Gruzji: 2012/13, 2013/14, 2015/16
- zdobywca Pucharu Gruzji: 2012/13, 2013/14, 2014/15, 2015/16
- zdobywca Superpucharu Gruzji: 2014/15, 2015/16

### Odznaczenia
- Order Honoru – 2024[2][3][4][5]